# طرز (بم)
طرز، روستایی در دهستان روداب غربی بخش بروات شهرستان بم در استان کرمان ایران است.

## جمعیت
بر پایه سرشماری عمومی نفوس و مسکن در سال ۱۳۹۵، جمعیت این روستا برابر با ۲٬۴۴۸ نفر (۷۳۲ خانوار) بوده‌است.